# Todo Mundo no Rio
 (mai 2025).
Todo Mundo no Rio (en français : Tout le monde à Rio) est un méga-concert international gratuit organisé par la mairie de Rio de Janeiro,; Le projet vise à transformer la plage de Copacabana en une scène accueillant de grandes attractions musicales internationales, ainsi qu'à établir le mois de mai comme une période de célébration culturelle dans la ville. Depuis sa première édition, l'événement a réuni des artistes de renommée mondiale et prévoit d'organiser des spectacles annuels jusqu'en 2028.

## Histoire

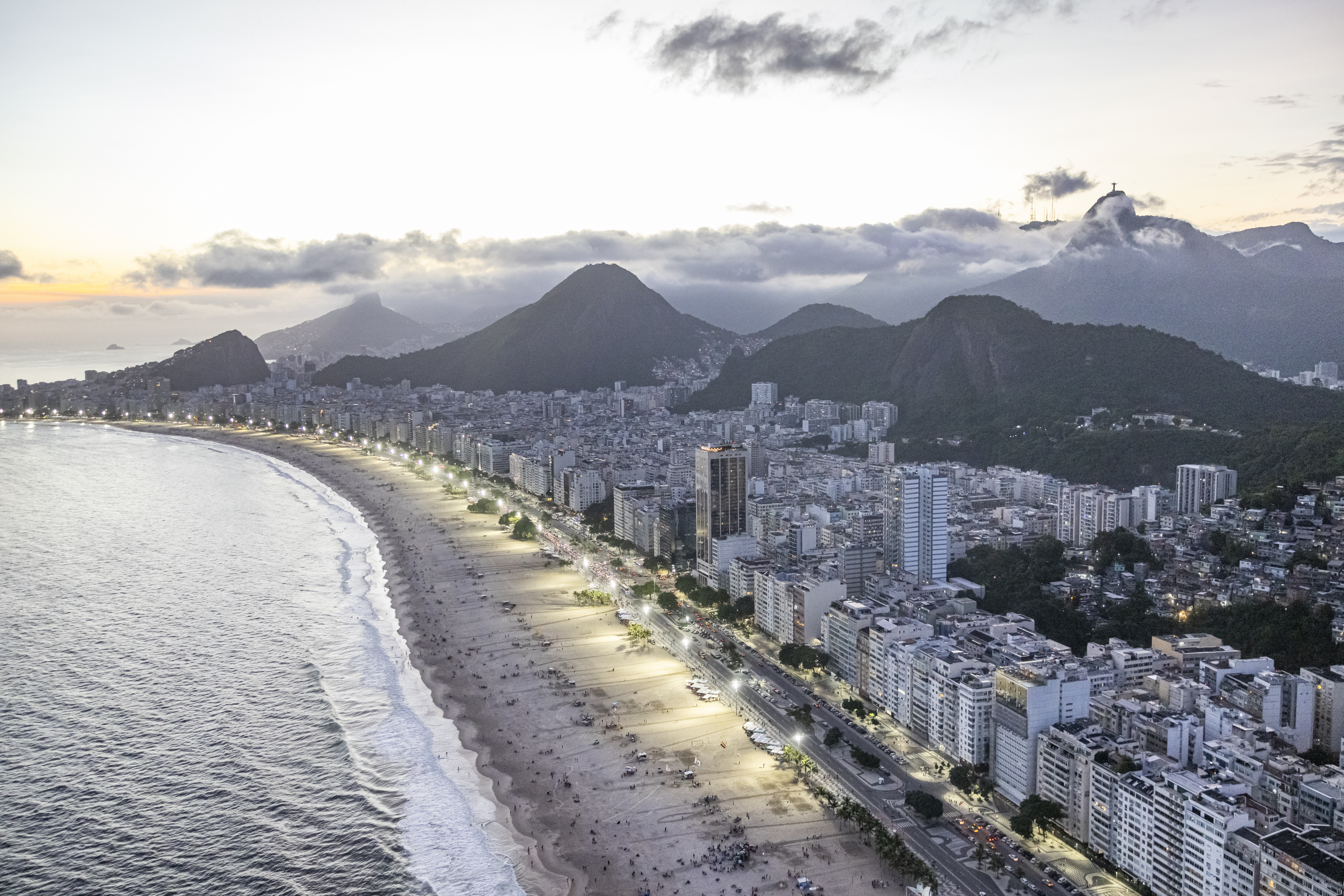
Vue aérienne de la plage de Copacabana.

Le projet a pris de l’ampleur après le concert de Madonna en mai 2024, qui a attiré un public de 1,6 million de personnes, le plus important de la carrière de la chanteuse, selon Riotur,,. De plus, l’événement a généré environ R$ 300 millions pour l’économie locale. Inspiré par ce succès, le maire Eduardo Paes a exprimé son souhait d’institutionnaliser cette expérience en proposant chaque année de grands concerts gratuits jusqu’à la fin de son mandat en 2028,.
Par la suite, la participation de Lady Gaga a été confirmée, avec une performance prévue le 3 mai. Les prévisions contractuelles pour le spectacle de Gaga prévoient un événement gratuit qui devrait attirer 2 millions de personnes, marquant potentiellement le plus grand public de la carrière de l'artiste américaine si cela est confirmé,. Ce concert gratuit devrait attirer 2 millions de personnes, potentiellement le plus grand public de la carrière de l’artiste américaine si cela se confirme. Le spectacle de Lady Gaga suivra le même format que celui de Madonna en mai 2024, concluant la  Celebration Tour (2023-2024) à Rio,.
La performance de Lady Gaga sur la plage de Copacabana le 3 mai 2025 a attiré un public record de 2,1 millions de personnes, dépassant la marque précédente de 1,6 million établie par Madonna en mai 2024. Cela en a fait le plus grand spectacle de la carrière de Gaga, dépassant tous ses concerts précédents en termes de fréquentation. De plus, il s’agissait du plus grand concert d’artiste solo de ce siècle. L'événement a également établi le record du plus grand public lors d'un concert solo d'une femme dans l'histoire de la musique. L’impact économique a été estimé à environ 600 millions de réaux pour la ville.

## Fonctionnement
L’événement est entièrement gratuit et financé par la mairie de Rio et des sponsors,. Le format du méga‑concert est conçu pour offrir au public une expérience culturelle de haute qualité, réunissant les plus grandes stars internationales dans une atmosphère de partage et de fête. Le projet entend également faire du premier samedi de mai une date emblématique, initialement baptisée « Celebration May »,.

## Diffusion et couverture
Pour élargir l’accès, les concerts sont diffusés en direct. Par exemple, les performances de Madonna et de Lady Gaga sont retransmises simultanément sur TV Globo, Multishow et Globoplay,, permettant à ceux qui ne peuvent pas être présents à Copacabana de suivre et de participer à la célébration.

## Impact économique et perspectives

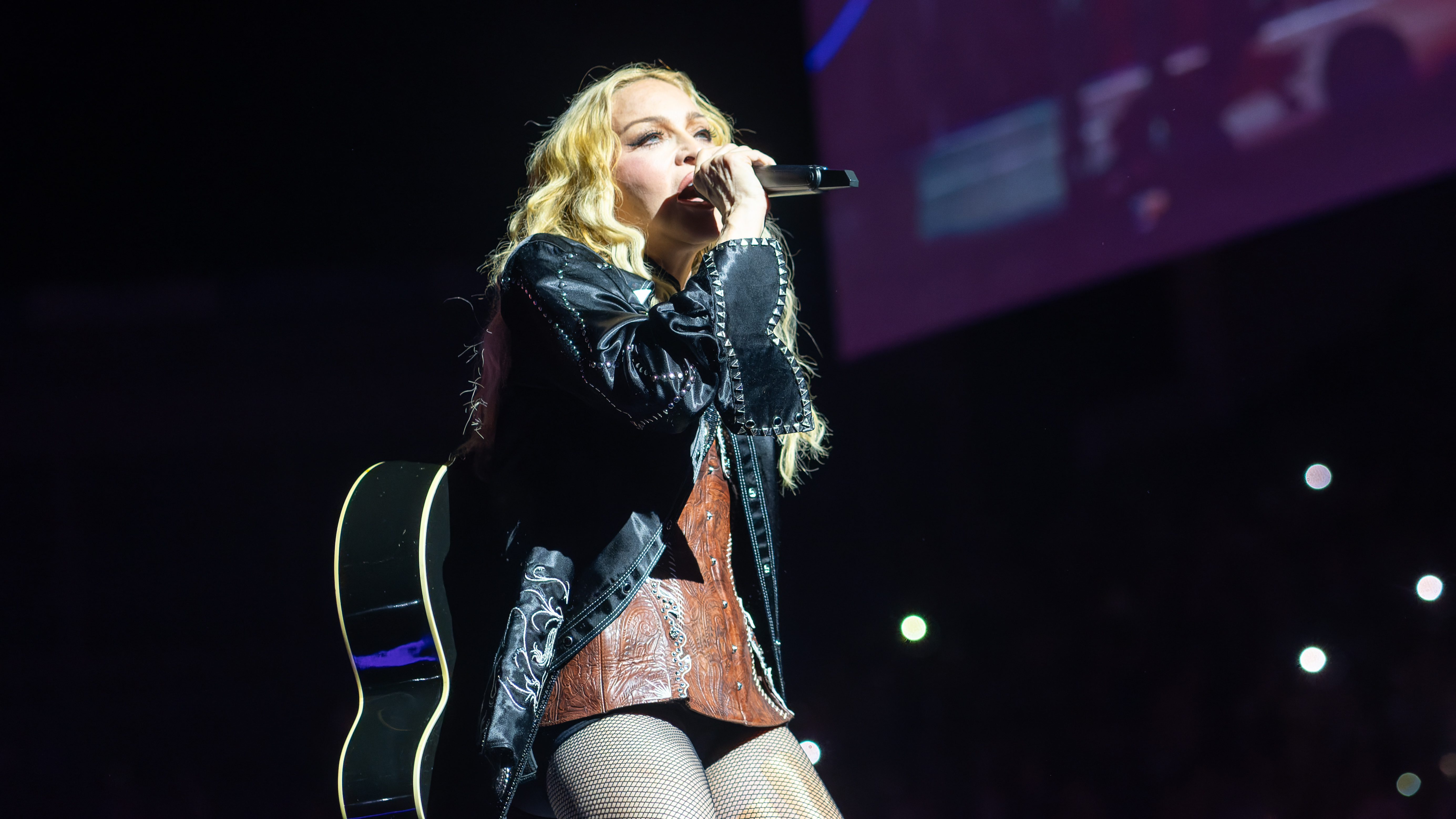
Madonna en tournée Celebration.

Le succès du spectacle de Madonna, qui a généré un impact économique d'environ R$ 300 millions, a fourni un argument de poids pour poursuivre le projet. Dans une interview avec le podcast PodK Liberados, le maire Eduardo Paes a déclaré :
« Vous allez dépenser de l’argent public pour Lady Gaga ? Je le ferai. J’ai dépensé pour Madonna aussi. Vous savez pourquoi ? Parce que cela remplit tous les hôtels, remplit tous les restaurants. »
Ces résultats positifs renforcent l’idée que ces méga‑concerts ne se contentent pas de promouvoir la culture, mais stimulent aussi l’économie locale, notamment l’hôtellerie et la restauration. Les retours favorables devraient encourager la continuité et le renforcement de cette série d’événements, attirant de nouveaux partenariats et sponsors. Par ailleurs, Todo Mundo no Rio renforce l’image de Rio de Janeiro comme ville globale capable d’accueillir des événements culturels d’envergure internationale.

## Programme et historique des concerts
Le tableau ci-dessous présente l'historique des salons organisés et les perspectives des éditions futures :